# 878

## Nașteri
- dată necunoscută: Igor al Kievului  (d. 945)
- dată necunoscută: Odo de Cluny  (d. 942)

## Decese
- mai: Adelchis de Benevento, principe longobard de Benevento din 854 (n. ?)